# William A. A. Wallace
Pour les articles homonymes, voir Wallace et William Wallace.
William Alexander Anderson Wallace surnommé Big Foot Wallace  (3 avril 1817 – 7 janvier 1899)  est un Texas Rangers qui a pris part à différents événements du conflit entre la jeune République du Texas et les États-Unis dans les années 1840 dont la Guerre américano-mexicaine.